# QBittorrent
qBittorrent ist ein freies, in C++ geschriebenes Filesharingprogramm für das BitTorrent-Protokoll. Es steht u. a. für die Betriebssysteme Windows, Linux, Mac OS zur Verfügung. Vorangetrieben wurde das Projekt bis 2013 von einem Studenten der Informatik (Christophe Dumez) der Technischen Universität Belfort-Montbeliard in Frankreich, bis er den Maintainer-Posten 2013 an sledgehammer999 weitergegeben hat. Als Basis dienen die freien Bibliotheken Libtorrent und Qt. qBittorrent erschien im März 2006 und befindet sich seitdem durchgehend in aktiver Entwicklung. Vor allem nachdem µTorrent 2012 Werbung eingeführt und 2015 einen Litecoin-Miner mitinstalliert hat, erfuhr qBittorrent große Popularität.

## Merkmale
Der qBittorrent-Client ist klein, sehr leistungsfähig, ressourcenschonend, intuitiv zu bedienen und verfügt über eine ansprechende grafische Oberfläche. Dies alles sind Punkte, mit denen sich qBittorrent in direkte Konkurrenz zu dem proprietären μTorrent setzen will.
Die Hauptmerkmale im Speziellen:
- Auf Ajax basierendes Webinterface
- Integrierte, eMule-ähnliche und erweiterbare Suchengine, welche im Hintergrund Webseiten durchsucht
- Automatische, filterbasierte Torrentdownloads aus Web-Feeds
- UPnP / NAT-PMP
- Verteilte Hashtabelle
- Peer Exchange
- Vuze-kompatible Protokollverschlüsselung
- Optionale Verwendung von Proxyservern (HTTP & Socks5)
- eMule- oder PeerGuardian/Peerblock-kompatible IP-Filterung
- Warteschleifen und Priorisierung von Torrents
- Unterstützung von IPv6 und IPv4
- Unterstützung von Magnet-Links
- Eingebauter Tracker
- Verfügbarkeit in über 70 Sprachen